# 長島律太郎
長島 律太郎（ながしま りつたろう、1868年3月18日（慶応4年2月25日）- 1925年（大正14年）1月31日）は、日本の農業経営者、政治家。衆議院議員、埼玉県北足立郡小谷村長。

## 経歴
武蔵国足立郡小谷村（のち埼玉県北足立郡小谷村、現:鴻巣市）で、小谷村長を務めた長島基吉の長男として生まれる。1890年、東京専門学校政治科を卒業し、農業を営む。
北足立郡会議員、同参事会員、埼玉県会議員、同参事会員、小谷村長などを務めた。
1917年4月、第13回衆議院議員総選挙で埼玉県選挙区から憲政会所属で出馬して当選し、衆議院議員を一期務めた。

## 親族
- 弟 長島隆二 - 大蔵官僚・衆議院議員[1]